# レモンエンジェル (漫画)
『レモンエンジェル』は集英社の『週刊ヤングジャンプ』にて1988年から1990年まで連載されたわたべ淳作の漫画作品。
日本のアダルトアニメの『くりいむレモン』シリーズのヒットを受けて、メディアミックス展開をしたレモンエンジェルプロジェクトの一環。2008年にはケータイサイトでリメイク版『レモンエンジェルII』を連載。
女子高生の主人公メダカを中心に繰広げられるちょっとエッチなハートフル学園コメディである。
同時期にメディアミックス展開されたアニメ版とは登場人物も異なり、ちょっとエッチな体験をする3人の女子高生の話という以外に特に共通点はない。

## アニメ
『YJ版レモンエンジェル』（ヤンジャンばん レモンエンジェル）のタイトルでOVA化。全2巻。

### 声の出演
- 小川メダカ - 矢島晶子
- 太田理絵 - 松本利香
- 横田里美 - 麻見順子
- ケースケ - 松本保典
- ベース（バンド仲間） - 菊池正美
- キーボード（バンド仲間） - 高木渉
- 水枝 - 神代知衣
- マスター - 江原正士

### スタッフ
- 企画・製作 - 吉田尚剛
- 原作・キャラクター原案 - わたべ淳
- 監督・脚本 - アミノテツロー
- アニメーションキャラクターデザイン - 近藤優次
- 作画監督 - 近藤優次
- 音響監督 - 千葉耕市
- 美術監督 - 東潤一
- 撮影監督 - 奥井敦
- 音楽 - 神津裕之
- 演出 - 中山昇
- 制作プロデューサー - 宮坂光一郎（エムアイ）
- 制作 - エムアイ
- 協力 - 週刊ヤングジャンプ編集部（集英社）
- 企画・製作 - 株式会社ネクスタート

### 各話リスト
1. メダカのハイスクールカーニバル（1990年7月6日）
2. メダカのタイムカプセル（1990年8月3日）

## レモンエンジェルII
リメイク版『レモンエンジェルII』が2008年に携帯マガジン「ケータイ★まんが王国」で連載された。全27話。コミックスはグリーンアロー出版社より発行。小川メダカをはじめメインキャラクターは同じであるが、服装など時代設定が現代風（2008年時期）に変更されている。また、主役は小川メダカではなく横田里美で、小川メダカはメガネをかけた容姿になっている。

## その他
- 連載中の1987年に集英社『ヤングジャンプ』内で同名アイドルグループのメンバー募集が行われ、桜井智（現：櫻井智）・絵本美希・島えりかのメンバーで結成された（詳細はレモンエンジェル (アイドルグループ)を参照）。その審査の模様は同誌のグラビアページなどで連載され、漫画版の原作者であるわたべ淳も審査に加わった。